# Modèle Ricardo-Viner
Le modèle Ricardo-Viner est une théorie du commerce international qui explique le commerce international par les différences de dotations en facteurs de production des secteurs industriels qui y participent. Selon ce modèle, les travailleurs des secteurs les plus compétitifs bénéficient du commerce international, contrairement à ceux des secteurs les moins compétitifs. Il porte le nom de David Ricardo et Jacob Viner.
Modèle étudiant le moyen-terme, il est prolongé par le modèle Heckscher-Ohlin-Samuelson de long terme, qui est plus complexe, et dont les résultats sont parfois différents.

## Concept
Le modèle Ricardo-Viner est un modèle explicatif du commerce international. Les entreprises emploient des facteurs de production multiples (ressources naturelles, capital, travail), plus ou moins mobiles.

## Postulats

### Mobilité et fixité des facteurs
Viner postule que certains facteurs de production sont fixes, mais que d'autres sont mobiles : les ressources naturelles (la terre) sont plutôt fixes ; le capital (les machines de production) le sont aussi ; les travailleurs sont plutôt mobiles. Le travail est le facteur le plus mobile (il peut se déplacer d'une industrie à l'autre), le capital est spécifique à une industrie et des ajustements vont se faire au niveau de ces facteurs.

### Dotations factorielles
Les pays sont inégaux en termes de dotations factorielles : certains disposent de plus de facteur travail que de facteur capital, par exemple.

### Facteur spécifique
Le modèle propose qu'il existe dans chaque secteur de production un facteur générique, qui peut circuler librement entre les branches, et au moins un facteur spécifique. Ce dernier possède des caractéristiques qui font qu'il ne peut être employé que dans cette branche (par exemple, les machines agricoles ne peuvent être employées que dans une branche spécifique du monde agricole).

## Conclusions

### Rémunération des facteurs de production
La mise en place d'une politique protectionniste fait augmenter le prix du bien. Lorsque le prix d'un bien augmente, les entreprises qui produisent le bien sont incitées à produire plus afin de vendre plus. Cette augmentation de la production mobilise une quantité plus importante du facteur générique, car le facteur spécifique est par définition limité. L'influx de facteurs génériques améliore la productivité du facteur spécifique de la branche, et améliore la rémunération des facteurs. Toutefois, les autres branches voient les facteurs génériques se déplacer vers la branche en question, et perdent donc des facteurs, ce qui réduit la productivité des facteurs spécifiques utilisés par ces secteurs-là. Leur rémunération baisse donc.
Par conséquent, le libre-échange fait diminuer le salaire réel des travailleurs spécifiques dans les branches soumises à la concurrence, mais augmenter la rémunération des autres facteurs.

### Impossibilité de l'égalisation de la rémunération des facteurs
Le modèle conclut que l'égalisation de la rémunération des facteurs n'est pas possible au niveau mondial. L'échange international est censé égaliser le prix des biens, mais comme les pays ont des dotations factorielles différentes, les fonctions de production sont aussi différentes.

### Coalitions
Les détenteurs de chaque facteur de production se coalisent donc pour défendre l'utilisation de leur facteur dans la production. Toutefois, le modèle ne prévoit pas des conflits de classe, mais une alliance entre les détenteurs de capitaux utilisés dans un secteur industriel dominé pour faire face à la concurrence.